# Эгед

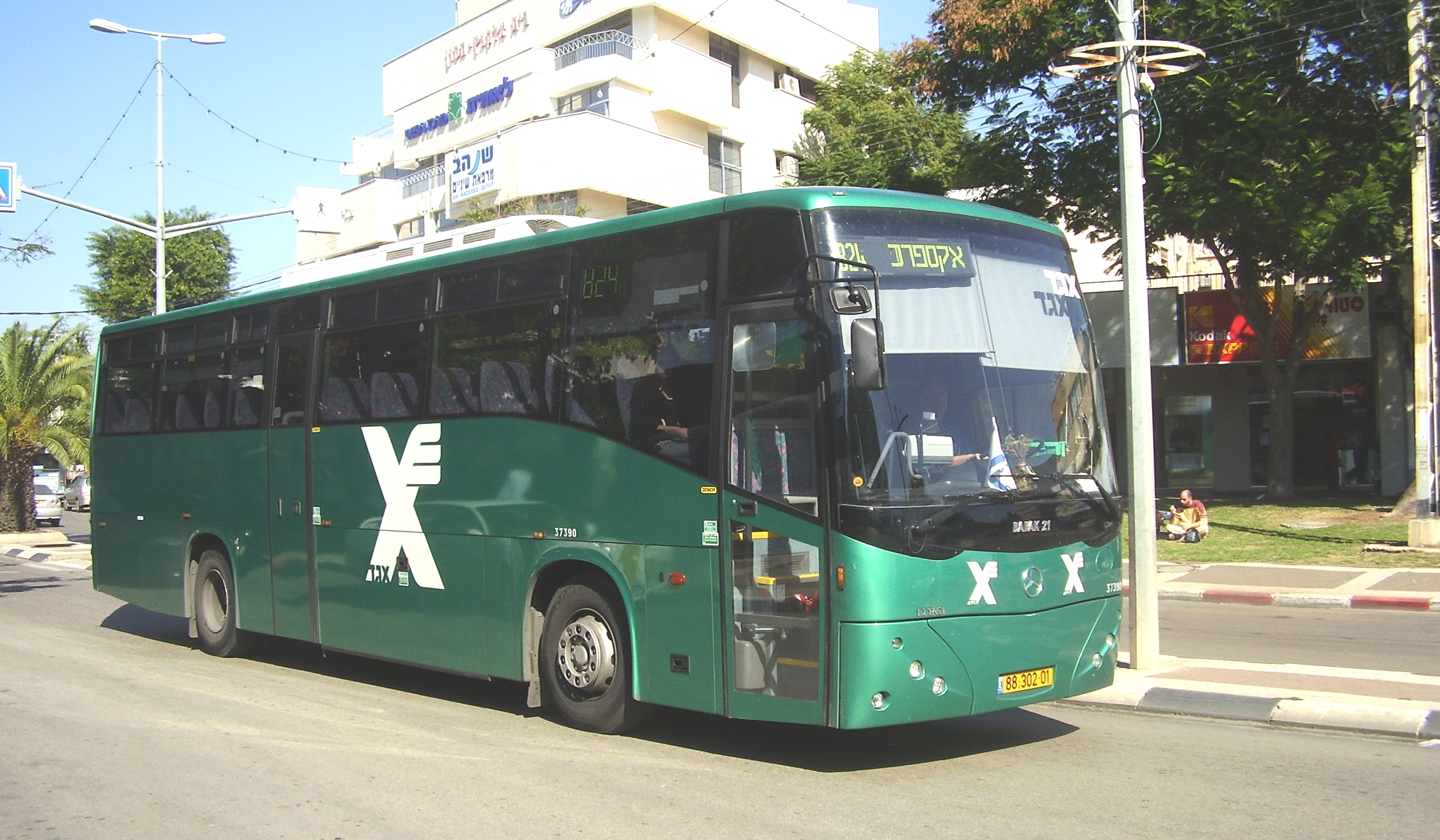
Старый автобус компании Эгед в городе Афула

Автобусный кооператив «Эгед» (ивр. אגד‎) — самая крупная автобусная компания в Израиле, и вторая по величине в мире (на 2001 год — второй в мире после Transport for London). Эгед предоставляет около 35% от всего объёма услуг общественного транспорта в Израиле (на 2021 год). Автобусы компании представлены во многих городах включая Тель Авив и Иерусалим, а также являются основной транспортной компанией в Хайфе и Эйлате, составляя более 80% автобусных линий. Автобус линии 100, обслуживаемый Эгед является единственным общественным транспортом в Аэропорт Хайфы. Компания является лидирующей в междугородних перевозках в Израиле, и имеет большое количество линий во все города страны, в том числе в Эйлат. Организация находится в кооперативной собственности его членов. В Эгед занято 6236 рабочих и 3160 автобусов для более чем 1038 маршрутов.  В 2018 году было подсчитано, что Эгед перевозила около 900 000 пассажиров ежедневно и эксплуатирует примерно 2950 автобусов.
Компания основана в 1933 году (ещё до образования Израиля), путём слияния четырёх небольших автобусных кооперативов.

## Галерея

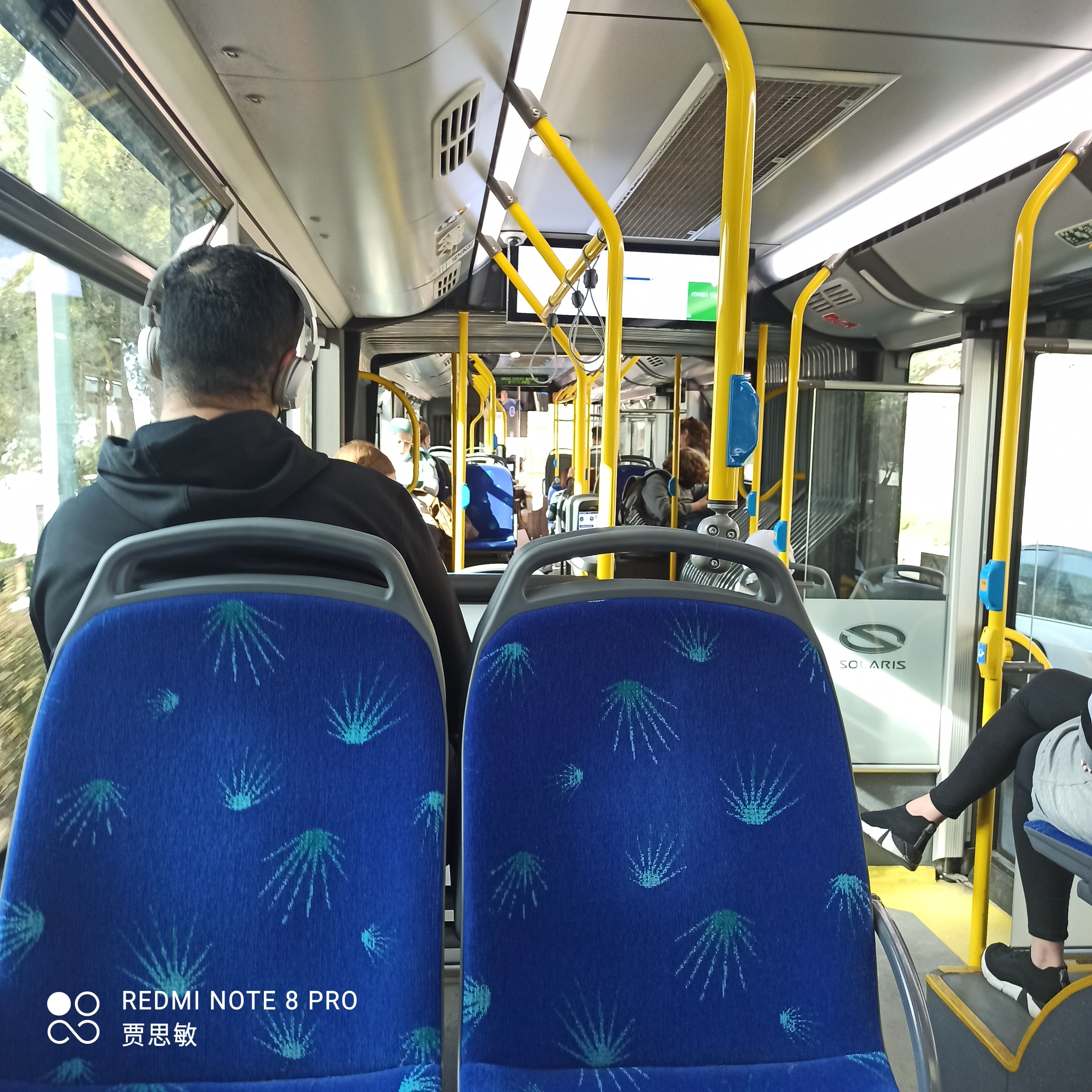
Внутри городского автобуса
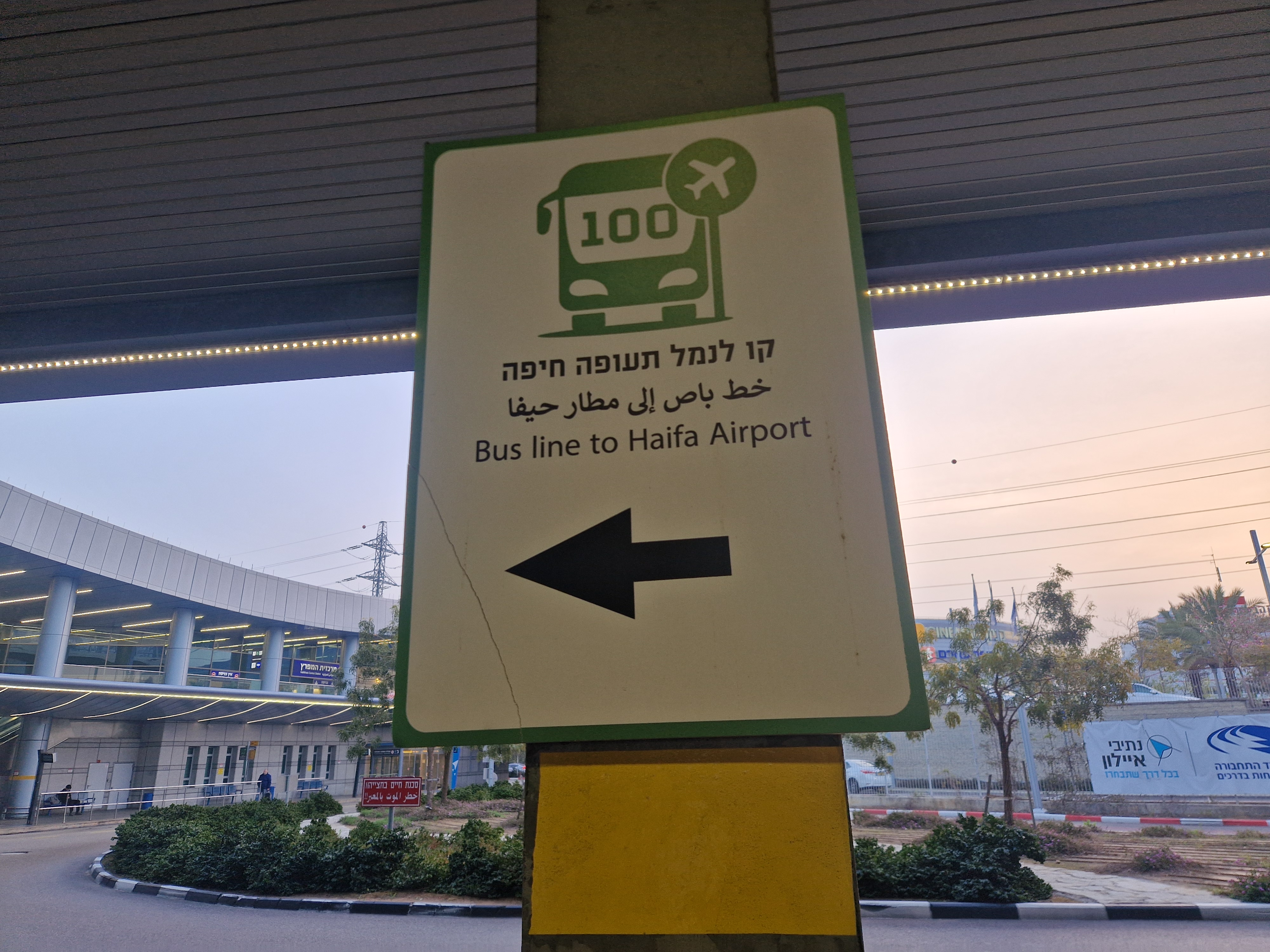
Указатель к автобусу 100 в Аэропорт Хайфы
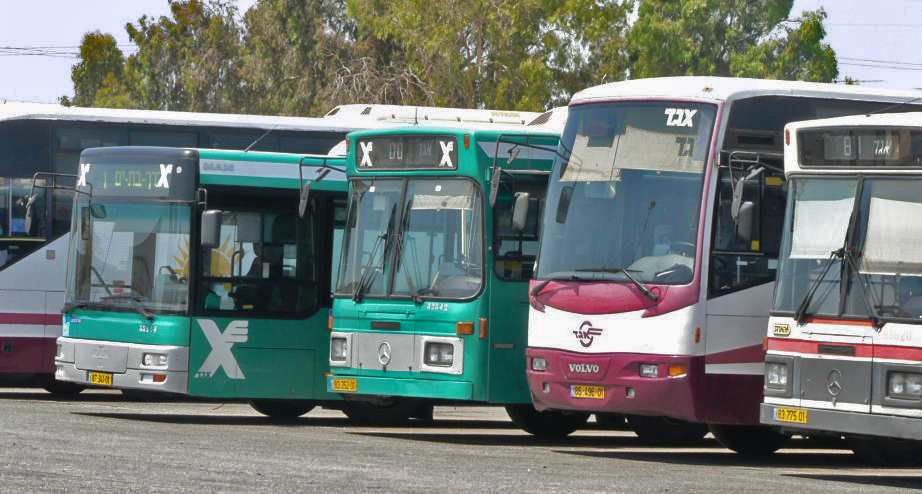
Старые автобусы Эгед